# Powerpop
Powerpop är en musikgenre som hämtar sin inspiration från 1960-talets brittiska och amerikanska popmusik. Den är en variant av poprock. Kända drag som musiken har är starka melodier, starka sångharmonier, mycket tydliga gitarriff och ofta innehåller musiken en synth. En av världens mest kända powerpoplåtar är The Knacks låt My Sharona från 1979. Powerpop brukar ofta räknas in som en underkategori till punken. Den svenska powerpopen kan man hitta i band som Docenterna(Docent Död), Imperial State Electric och Travolta Kids.

## Exempel på powerpopband och -artister
- Any Trouble
- Badfinger[2]
- Barracudas (UK)
- The Beat (USA)
- Be Bop Deluxe
- Big Star
- Buzzcocks
- The Cars
- Cheap Trick
- Alex Chilton
- Marshall Crenshaw
- Docenterna (Docent Död)
- The Flamin' Groovies
- Imperial State Electric(Sverige)
- The Jam
- Jerryfish
- The Knack
- Nick Lowe
- Nena
- The Posies
- The Primsouls
- Raspberries
- The Real Kids (USA)
- The Records
- Tom Robinson Band
- The Rubinoos
- Todd Rundgren
- Matthew Sweet
- Tommy Tutone
- Travolta Kids(Sverige)
- Dwight Twilley
- The Vapors
- Wannadies(Sverige)
- Weezer

## Exempel på powerpoplåtar
- "Come and Get It" – Badfinger(1969)
- "No Matter What" – Badfinger(1970)
- "Go All the Way" – Raspberries(1972)
- "2468 Motorway" – Tom Robinson Band(1978)
- "Just What I Needed" – The Cars(1978)
- "Cruel to be Kind" –  Nick Lowe(1979)